# リグニン
リグニン（英: lignin）とは、高等植物の木化に関与する高分子のフェノール性化合物であり、木質素（もくしつそ）とも呼ばれる。「木材」を意味するラテン語 lignum から命名された。

## 構造

リグニンの構造例。複雑な3次元状網目構造を形成している。

リグニンは、光合成（一次代謝）により同化された炭素化合物が、更なる代謝（二次代謝）を受けることで合成されるフェニルプロパノイドのうち、p-クマリルアルコール（p-ヒドロキシシンナミルアルコール)・コニフェリルアルコール・シナピルアルコールという3種類のリグニンモノマー（モノリグノール）が、酵素（ラッカーゼ・ペルオキシダーゼ）の触媒の元で1電子酸化されてフェノキシラジカルとなり、これがランダムなラジカルカップリングで高度に重合することにより三次元網目構造を形成した、巨大な生体高分子である。その構造は複雑で、未だに明確には判っていない。
シナピルアルコールが重合した分子をシリンギルリグニン（Sリグニン）、コニフェリルアルコールが重合した分子をグアイアシルリグニン（Gリグニン）、p-クマリルアルコールが重合した分子をp-ヒドロキシフェニルリグニン（Hリグニン）と言う。裸子植物である針葉樹のリグニンは、Gリグニンである。被子植物である広葉樹のリグニンは、GリグニンとSリグニンからなる。また、被子植物の内、単子葉植物であるイネ科植物のリグニンは、GリグニンとSリグニンとHリグニンからなり、草本リグニンと呼ばれる。

## 歴史
シルル紀後期にリグニンを合成する植物が登場し、陸上で強固に直立できるようになった。また、そのような植物は腐朽せず地表に蓄えられていった。これは地中で石炭へと変化していった。
古生代の石炭紀末期頃（約2億9千万年前）に、リグニンを分解できる微生物である白色腐朽菌が現れ、木材は腐朽により完全分解されるようになった。
これにより、石炭紀からペルム紀にかけて、有機炭素貯蔵量の急激な減少が起きたと考えられている。

## 存在
リグニンは木材中の20%–30%を占めており、高等植物では生育に伴い、道管・仮道管・繊維などの組織でリグニンが生産される。生産されたリグニンはヘミセルロースと同じくセルロースミクロフィブリルに付着していく。まず細胞間層で堆積が始まり、徐々に一次壁、二次壁へと沈着する。同時にヘミセルロースも堆積し、木化してゆく。構造はランダムでアモルファスである。木部の組織は細胞壁成分だけ残存してほとんどの細胞は死細胞となり、通導・植物体支持を担う。腐朽・食害への抵抗性を有する。
食品では、亜麻仁（フラックスシード）、根菜類（ニンジン、パセリ、ダイコン）、小麦ふすま（wheat bran）などに比較的多く含まれるとされる。

## 食品としてのリグニン（食用リグニン）の栄養学的な位置付け
栄養学の分野では食物繊維としてのリグニン（食用リグニン）は、腸管内の残留物の排出に役立ち、大腸がん、肥満等の各種生活習慣病の予防防止、便秘や腸内環境の改善、ダイエット等に役立つとされ機能の研究が進んでいる。

## 利用
リグニンの利用方法として、大きな用途の1つが、木材からのパルプ・製紙工程における熱源を兼ねた黒液としての利用である。木材から紙パルプを作ることは、木材からリグニンを可溶化等により除去する作業とも説明できる。
リグニンは、バニリンの原料として利用されているほか、硫黄を加えて加熱することでメタンチオール、ジメチルスルフィド、ジメチルスルホキシドなどを生産するプラントが稼動している。
一方、近年になって、積極的に可溶化を利用した、新たな利用方法も試みられている。
例えば、三重大学が72%硫酸中フェノール溶液での加水分解や、明治大学が水のみによる高温高圧での加水分解の手法で低分子化したリグニンの可溶化による、リグニンの再利用方法を開発している。
2019年12月、アイカ工業は、化成品事業の海外統括会社であるアイカ・アジア・パシフィック・ホールディング社が植物由来の未活用資源（バイオマス）であるリグニンとフェノール樹脂を組み合わせた「リグニンフェノール樹脂（Lignin-Phenol Formaldehyde Resin（LPF））」を開発し、合板用接着剤としての商用化に成功したと発表した。
2020年8月、住友ベークライトは、植物由来のリグニンを活用した固形ノボラック型フェノール樹脂の量産化に成功し、熱硬化性の環境対応プラスチックとして量産提供を推進する旨を発表した。
ウイスキーを熟成するための樽は、内面を焦がしてから利用するが、その際に炭化させる具合を軽くして焼き仕上げると、リグニンの影響で甘い香りがするウイスキーができる。

## バイオレメディエーションへの応用
リグニンは、土壌汚染を引き起こすダイオキシン類と分子構造が似ている。このため、腐朽した木材からリグニンを分解する酵素群を持つ白色腐朽菌を採取して、ダイオキシン類に汚染された土壌の浄化に利用するバイオレメディエーション技術が研究されている。